# Ambushed – Dunkle Rituale
Ambushed – Dunkle Rituale ist ein Thriller von Ernest Dickerson aus dem Jahr 1998.

## Handlung
Der Anführer einer Ku-Klux-Klan-Loge, Jim Natter, wird vor den Augen seines Sohnes Eric erschossen, der von den Tätern übersehen wird. Bei dem Versuch, den jungen Zeugen in Sicherheit zu bringen, gerät eine Gruppe von Polizisten in einen tödlichen Hinterhalt. Der afroamerikanische Cop Jerry Robinson, der die Schießerei als einziger Polizist überlebt, flüchtet mit Eric vor den Attentätern. Robinson schlägt nicht nur die Antipathie des mit rassistischen Ressentiments beladenen Eric entgegen, er wird auch Opfer einer Intrige innerhalb des Sheriff-Departements und als vermeintlicher Drahtzieher des Hinterhalts gejagt. Einzig Lucy, seine Kollegin, glaubt an seine Unschuld und hilft ihm. Unterstützt wird sie von Jerrys Freund Watts Fatboy. Auch Eric beginnt seine Vorurteile abzulegen, als er merkt, dass Robinson für ihn sein Leben riskiert. Schließlich gelingt es Robinson und Lucy, sowohl die Verräter innerhalb des Departments als auch die Mörder von Jim Natter, angeführt von Natters Rivalen Shannon Herold, zur Strecke zu bringen.

## Kritiken
„Ein als Studie einer allmählichen Annäherung überzeugender Film, der sich zum Ende hin jedoch zunehmend Krimikonventionen verpflichtet fühlt und seine eigentliche Geschichte und deren Ansätze unter Leichenbergen begräbt.“

## Hintergrund
Kurz nach Ende der Dreharbeiten verstarb Charles Hallahan an den Folgen eines Herzinfarkts. Der Film wurde daraufhin ihm gewidmet.
Der Film erschien in Deutschland am 14. Juni 2000 auf Video.